# 7inch

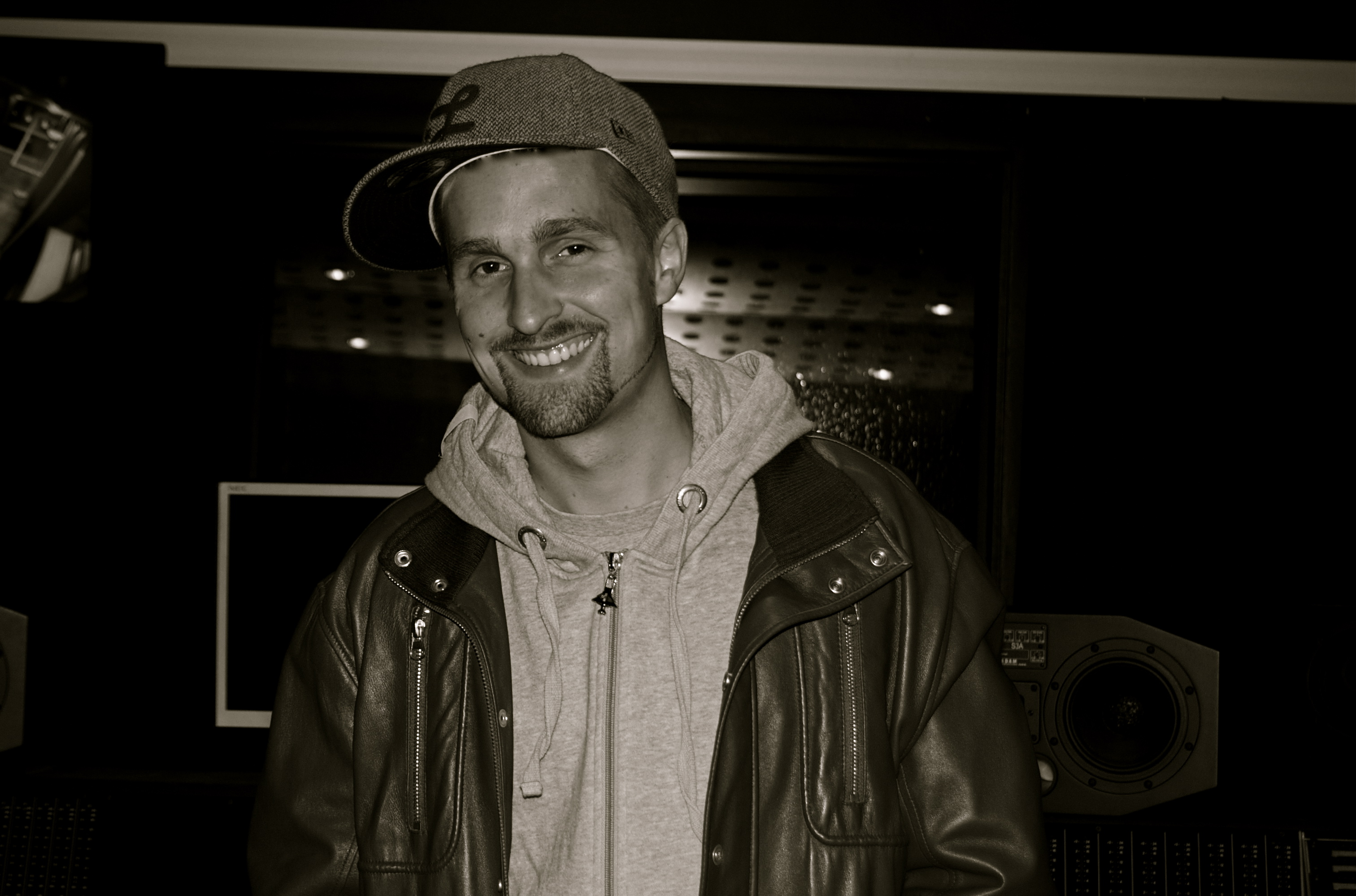
7inch

7inch (* 20. April 1983 in Berlin; bürgerlich Simon Alexander Eichinger) ist ein deutscher Musikproduzent und Komponist.

## Leben
7inch machte seine ersten Schritte im Musikgeschäft 2001 als Rapper der deutsch-finnischen Crew Querdenker. Die Crew veröffentlichte mehrere Untergrundtapes, so unter anderem Mutabor und Kreuz und Quer. 2005 ging 7inch dann eigene Wege und veröffentlichte seine erste Soloplatte, Hollaluja. Zu dieser Zeit lernte er den deutschen Rapper Spax kennen und fing an für ihn zu produzieren sowie ihn als MC auf den Festivals splash! und Hip Hop Open zu unterstützen. Im Jahre 2006 unterschrieb er einen Labeldeal bei dem Kölner Plattenlabel La Cosa Mia und veröffentlichte 2007 das Konzeptalbum The Lovemovement. Zu dem Zeitpunkt produzierte 7inch für Big J, Franky Kubrick, Kid Kobra, den Schweizer Fratelli B. und Macka ENA.
2007 folgten Produktionen für Seryoga, Curse, Die Firma, Taichi und Sabrina Setlur. Ende 2007 trat 7inch dem Produzententeam Hustle Heart um Executive Producer Shuko bei. 2008 produzierte er unter anderem Joe Rilla, Lady Bitch Ray, Die Firma, MC Bogy und war auf dem Ecko Unltd. Vol. I (hosted by Stat Quo)-Mixtape vertreten. Auch auf dem Online-Mixtape von Kool Savas, No Money, No Problem, steuerte er Beats bei. 2009 folgten Produktionen für Prinz Pi, Franky Kubrick, Casper, Basstard, B-Tight, Tony D, MontanaMax und Shiml. Er produzierte unter anderem den Sommerhit Cali Love für Tyga und beteiligte sich an Produktionen für Lil Wayne, Papoose und The Game gemeinsam mit der Crew Hustle Heart. Der Song Hollywood des Rappers Bligg, produziert von 7inch und Shuko, erreichte in der Schweiz die Grenze von 90.000 verkauften Einheiten und erhielt dreifach Platin.
Im September 2009 trennte sich 7inch von Hustle Heart, um eigene Wege zu gehen. Seit der Trennung produziert 7inch selbstständig und ist an Produktionen von Casper, Franky Kubrick, Snaga & Pillath, Hammer & Zirkel, Colos, Medizin Man, Prinz Pi, Gimma beteiligt. Im gleichen Jahr erhielt 7inch in der Schweiz dreifach Platin mit dem Song Hollywood des Rappers Bligg. 2010 veröffentlichte der Produzent zum ersten Mal zwei eigene Remix-Projekte unter dem Namen Digital Love Music. Mit dem Mixtape gelang ihm auch in Amerika ein weiterer Durchbruch. Er landete mit einem Song auf dem Coast to Coast Mixtape hosted by Lloyd Banks. Anfang 2011 folgte passend zum 10-jährigen Jubiläum ONE – The 7inch Collection. Über das Portal hiphop.de wurde 7inch in der Vergangenheit unter die Top 3 der „besten Produzenten im Bereich HipHop“ gewählt. Am Nummer-1-Album Aura von Kool Savas war er ebenso beteiligt wie an dessen Nummer-1-Kollabo-Album Gespaltene Persönlichkeit mit Xavier Naidoo. Für das Projekt von Xavas erhielt der Produzent im Dezember 2012 Gold und Platin. Eine weitere Gold-Auszeichnung folgte für das Kool-Savas-Album Aura.
Momentan steht 7inch bei Sony/ATV Music Publishing und Berlin Music Publishing unter Vertrag. Hier ist er vor allem als Produzent für die Bereiche Urban und Pop sowie als Songschreiber aktiv.

## Diskografie

### Alben und Singles
- Alben
  - 2001: Querdenker – Mutabor
  - 2002: Querdenker – Kreuz und Quer
  - 2005: 7inch – Hollaluha E.P.
  - 2007: The Lovemovement – Stadtgespräch
  - 2011: 7inch – ONE – The 7inch Collections
  - 2012: 7inch – The Lost Treasures
  - 2014: 7inch – H.E.R.
- Mixtapes
  - 2010: Digital Love Music (Drake Remix EP)
  - 2010: Digital Love Music (Trey Song Remix EP)
  - 2013: Ready (Kendrick Lamar Remix EP)

- Singles
  - 2005: Sonnenlicht auf All City Allstars feat. Spax
  - 2005: Schattenkrieger auf Spax: Wer/OHH!!!
  - 2007: Hey Girl auf The Lovemovement
  - 2007: Ich denk an dich mit Taichi feat. Kobra, Vanessa S.
  - 2011: Get It feat. Slim Thug, Jeune Ras
  - 2014: Ein Schuss feat Jonesmann und Nine auf King Keil Luxusdampfer
  - 2014: Oldschool Mcs feat Ag auf King Keil Luxusdampfer
  - 2014: Vanilla Kush feat Killah Priest auf King Keil Luxusdampfer
  - 2014: RetroStyle feat Vaniss auf King Keil Dopebaron
  - 2014: Raumschiff feat Small Mike auf King Keil Dopebaron

### Produktionen
- 2003: Maxwell Smart – Reiz über Kopf
- 2004: Madog – Endzeit (Album)
- 2004: Akira – Himmelsmalerei
- 2005: Big J – Austriaz Mozt Blunted
- 2006: Dj High Time presents – Kopfnicker
- 2006: Franky Kubrick – Mein Moneyfest
- 2006: Euroclikk – The Outcome
- 2007: The Lovemovement – Stadtgespräch
- 2007: Fratelli B. – D Würfel sind gfalle
- 2007: Seryoga – Gangsta No More
- 2007: Sabrina Setlur – Lauta
- 2007: Die Firma – Glücksprinzip
- 2007: Die Firma – Wunder
- 2007: Die Firma – 3.0 (Juice Magazine)
- 2008: Joe Rilla – 1 zu 1000000
- 2008: Lady Bitch Ray – Mein Weg
- 2008: Oschtblock Kuabuaba – Amerika is back
- 2008: Die Firma – Scheiß auf die Hookline 2
- 2008: Mc Bogy – Atzenkeepers
- 2008: Montanamax – Maximilian
- 2008: Ecko Unltd. – Vol. I (hosted by Stat Quo)
- 2008: Demskut präsentiert: Die Geschichte von Dr. J-Kill & Mr. Tight
- 2008: Kool Savas – No Money, No Problem (Online-Mixtape)
- 2009: Bligg – 0816 (mit Shuko)
- 2009: Shiml – Im Alleingang
- 2009: Basstard – Zwiespalt (Schwarz)
- 2009: Fratelli B. – As gäbs keis Morn
- 2009: Tyga – Cali Love – (Single mit Hustle Heart)
- 2009: New Jerzey Devil – „Rapper Slash Rocker“ (Single)
- 2009: Prinz Pi – Hydra Juice Magazine 9/09
- 2009: Lil Wayne – Loser (Single mit Hustle Heart)
- 2009: Prinz Pi – Teenage Mutant Horror Show 2
- 2009: Papoose – The truth Prevails (Brothers in Arms Mixtape)
- 2009: Snaga & Pillath – II (Veröffentlichung angekündigt für den 20. November 2009)[3]
- 2009: Colos – Independent
- 2009: Sampler Deutschlands vergessene Kinder 2
- 2009: Bandit – Zurügg id Zuäkunft
- 2010: E-Rock – El Unico
- 2010: Gimma – Unmensch
- 2010: Vodka-Harms – Arm Aber Bekannt
- 2010: Franky Kubrick – Guten Morgen Deutschland
- 2010: Hammer & Zirkel – Wir sind Freunde und darum machen wir Musik
- 2010: Nefew & DJ Green Lantern – Man vs. Many
- 2011: Olli Banjo – Willkommen im Octagon (G-Shock Exclusive)
- 2011: Kaas – Liebe, Sex und Twilight Zone
- 2011: Jeune Ras – Franck Muller's Kush
- 2011: Laas Unltd. – Blackbook
- 2011: Nefew & 7inch – Transitions
- 2011: Nekst86 – 786
- 2011: Liricas Analas – Gie – Mir’anavon
- 2011: Kool Savas – LMS 2012 (präsentiert von Xavier Naidoo & Kool Savas)
- 2012: Xavas – Gespaltene Persönlichkeit
- 2013: Fard – Bellum & Pax
- 2013: Liquit Walker – Unter Wölfen
- 2013: Sam – Wir
- 2013: Antihelden – Piratensender
- 2013: Kontra K – 12 Runden
- 2013: Spaceboy – Wie ich will
- 2013: Capo – Hallo Monaco
- 2014: Karate Andi – Pilsator Platin
- 2014: King Keil Luxusdampfer
- 2015: King Keil Dopebaron
- 2016: Crystal F – Narben
- 2018: Bong Teggy – Experten